# Rủi ro tài chính
Rủi ro tài chính là bất kỳ dạng rủi ro nào liên quan đến tài chính, bao gồm cả các giao dịch tài chính bao gồm cả khoản vay công ty của người khác mà có nguy cơ vỡ nợ. Thông thường nó được hiểu là chỉ bao gồm rủi ro mất mát, có nghĩa là tiềm năng của sự mất mát tài chính và sự không chắc chắn về mức độ của nó. Một bộ môn khoa học đã phát triển về quản lý thị trường và rủi ro tài chính dưới tiêu đề chung của lý thuyết danh mục đầu tư hiện đại được khởi xướng bởi Dr. Harry Markowitz năm 1952 với bài báo "Portfolio Selection" của ông. Trong lý thuyết danh mục đầu tư hiện đại, phương sai (hoặc độ lệch chuẩn) của một danh mục đầu tư được dùng như là định nghĩa rủi ro.